# Vladimír Bárta (judista)
Vladimír Bárta (* 13. ledna 1955) je bývalý československý a český zápasník – judista, účastník olympijských her v roce 1980.

## Sportovní kariéra
Je odchovancem havířovského juda, kde se v klubu TJ Slavia připravoval pod vedením Zdeňka Frenštátského. Na vysokoškolská studia se přesunul do Prahy, kde se v univerzitním sportovním klubu Slavia VŠ (dnes USK) připravoval pod vedením bratrů Jáklových. V československé reprezentaci se pohyboval od roku 1977 ve váze do 78 kg.
V červenci 1980 startoval na olympijských hrách v Moskvě, kde v úvodním kole porazil za devět sekund Zambijce Sichalweho na ippon. Ve druhém kole mu však porážku z květnového mistrovství Evropy vrátil Bulhar Georgi Petrov, ke kterému se za nerozhodného stavu praporky (tzv. hantei) přiklonili rozhodčí. V září téhož roku zvítězil na akademickém mistrovství světa v polské Vratislavi.
V roce 1981 přerušil sportovní kariéru kvůli dokončení studia VŠE. Do reprezentace se vrátil s blížícím se olympijským rokem 1984. Figuroval v plánové nominaci na olympijské hry v Los Angeles, o které nakonec přišel kvůli bojkotu. Vzápětí ukončil sportovní kariéru a věnoval se trenérské a funkcionářské práci. Jeho manželkou je bývalá reprezentantka ve skocích do vody Heidemarie Bártová (roz. Grécká).

### Výsledky
| Turnaj             | 1977 | 1978 | 1979 | 1980 | 1981 | 1982 | 1983 | 1984 |
| Turnaj             | 22   | 23   | 24   | 25   | 26   | 27   | 28   | 29   |
| Turnaj             | −78  | −78  | −78  | −78  |      |      |      | −78  |
| ------------------ | ---- | ---- | ---- | ---- | ---- | ---- | ---- | ---- |
| Olympijské hry     |      |      |      | úč.  |      |      |      | —    |
| Mistrovství světa  |      |      | úč.  |      | —    |      | —    |      |
| Mistrovství Evropy | úč.  | 5.   | úč.  | 5.   | —    | —    | —    | úč.  |
| Akademické MS      |      | —    |      | 1.   |      | —    |      | —    |

### Olympijské hry a mistrovství světa
| Olympijské hry a mistrovství světa | Olympijské hry a mistrovství světa | Olympijské hry a mistrovství světa | Olympijské hry a mistrovství světa | Olympijské hry a mistrovství světa | Olympijské hry a mistrovství světa | Olympijské hry a mistrovství světa | Olympijské hry a mistrovství světa |
| Kolo                               | Výsledek                           | Bilance                            | Soupeř                             | Výsledek                           | Datum                              | Turnaj                             | Místo                              |
| 1980 Olympijské hry do 78 kg       | 1980 Olympijské hry do 78 kg       | 1980 Olympijské hry do 78 kg       | 1980 Olympijské hry do 78 kg       | 1980 Olympijské hry do 78 kg       | 1980 Olympijské hry do 78 kg       | 1980 Olympijské hry do 78 kg       | 1980 Olympijské hry do 78 kg       |
| ---------------------------------- | ---------------------------------- | ---------------------------------- | ---------------------------------- | ---------------------------------- | ---------------------------------- | ---------------------------------- | ---------------------------------- |
| 1/16                               | prohra                             | 1-2                                | Georgi Petrov (BUL)                | jusei-gači                         | 29. července 1980                  | Olympijské hry                     | Moskva, Sovětský svaz              |
| 1/32                               | vítězství                          | 1-1                                | Henry Sichalwe (ZAM)               | 0:09 / ?                           | 29. července 1980                  | Olympijské hry                     | Moskva, Sovětský svaz              |
| 1979 Mistrovství světa do 78 kg    |                                    |                                    |                                    |                                    |                                    |                                    |                                    |
| 1/32                               | prohra                             | 0-1                                | António Roquete (POR)              | ippon                              | 8. prosince 1979                   | Mistrovství světa                  | Paříž, Francie                     |

## Trenérská a funkcionářská kariéra
Od roku 1989 převzal po Michalu Vachunovi pozici šéftrenéra (tehdy ústřední trenér) československé judistické reprezentace. K jeho největším úspěchům patří úspěšné mistrovství Evropy v Helsinkách v roce 1989 nebo organizačně zvládnuté mistrovství Evropy v Praze v roce 1991 a 2. místo Josefa Věnska.
Od roku 1993 se věnuje funkcionářské činnosti. V roce 2007 převzal po Josefu Letošníkovi funkci předsedy Českého svazu juda, kterého se vzdal v roce 2009 ve prospěch Jiřího Dolejše, kvůli vedoucí práci v Mezinárodní judistické federaci (IJF) — V roce 2005 převzal po Italu Franco Capellettim funkci sportovního komisaře pro Evropu a od roku 2008 zastává po Francouzi Françoisu Bessonovi funkci sportovního ředitele IJF. V období 2008-2009 byl krátce ve funkci viceprezidenta Evropské judistické unie.